# Deimantas Petravičius
Deimantas Petravičius (Vilnius, 2 settembre 1995) è un ex calciatore lituano, di ruolo attaccante.

## Carriera

### Club
Ad inizio carriera ha giocato una partita nella seconda divisione inglese con il Nottingham Forest; in seguito ha giocato nella prima divisione polacca, in quella scozzese ed in quella kazaka.

### Nazionale
Dopo aver disputato una partita di qualificazione agli Europei Under-21 del 2015, ha esordito con la nazionale maggiore il 18 novembre 2013 nell'amichevole pareggiata per 1-1 contro la Moldavia.
Ha segnato la sua unica rete in nazionale, il 20 novembre 2018, nella gara contro la Serbia valida per la UEFA Nations League 2018-2019.